# Maleficent (film din 2014)
Maleficent este un film fantastic american din 2014 cu Angelina Jolie și regizat de Robert Stromberg după un scenariu de Linda Woolverton. Este o adaptare live-action a filmului Frumoasa adormită (1959).

## Povestea
Povestea este despre Maleficent.
Filmul prezintă povestea unei tinere vrăjitoare pe nume Maleficent (în română: „Malefica”) care trăiește pe tărâmul Moors, tărâmul zânelor, vrăjitoarelor și a creaturilor fantastice, plin de bunătate, liniște sufletească și pace, în antiteză cu tărâmul oamenilor, plin de răutate, ambiții, dorințe de înavuțire și războaie. Maleficent conduce cu înțelepciune și înțelegere acest ținut fantastic, are o putere magică foarte mare pe care o folosește pentru a face bine tuturor. 
Ca toate ființele din acest ținut fantastic, are aripi uriașe cu care poate zbura până în înaltul cerului. Când era doar un copil, Maleficent îl cunoaște pe Stefan, un tânăr din tărâmul oamenilor, ea se împrietenește cu el, apoi prietenia devine ceva mai serios, iar la a 16-a lor aniversare, el îi acordă adevăratul sărut al dragostei. Tărâmul Moors era invidiat de oameni, pentru pacea, bunastarea și linistea sa. După un timp, Stefan, cade pradă ambițiilor de înavuțire și tentațiilor specifice oamenilor și nu o mai viziteaza pe Maleficent. Astfel, fiecare își urmează drumul sau: Maleficent își conduce regatul cu pace și înțelepciune, iar Stefan devine ambițios, cu dorința să parvină, de înavuțire prin orice mijloace. 
Regele oamenilor, hotărăște să atace Ținutul Moors, dar cu toată armata lui nu reușește sa o învingă pe puternica Maleficent. După un timp, regele se îmbolnăvește și cu ultimele puteri, promite regatul celui care o va invinge pe frumoasa Maleficent. Stefan, care între timp ajunge în anturajul regelui, vede in asta ocazia perfectă pentru a parveni și pentru a prelua puterea de la regele muribund, prin orice mijloace și se hotaraste să meargă în locul unde se întîlnea în copilărie cu Maleficent, în speranța ca o va întîlni, pentru a-și pune în aplicare planul diabolic, de a o ucide pe aceasta. Când o cheama, Maleficent apare de îndată, bucuroasă ca vechiul ei prieten a venit din nou la ea. Câștigându-i încrederea, Stefan Îi dă să bea un somnifer puternic, iar Maleficent adoarme. Stefan ia un pumnal cu gândul s-o omoare dar nu poate cuprins fiind de remușcări. În final, se hotarăște să taie aripile lui Maleficent, convins fiind ca astfel puterea ei va fi mult mai mică și va putea cuceri mai ușor Ținutul Moors.    
Maleficent vrea să se răzbune și când regina, soția noului rege Stefan, naște o fetiță pe care o numește Aurora, dar Maleficent aruncă asupra ei un blestem, spunând că atunci când va împlini 16 ani se va înțepa în fusul unei roți de tors și va cădea într-un somn adânc asemănător morții, pentru vecie, dar, blestemul va putea fi rupt doar de sărutul dragostei adevărate. Astfel, regele Stefan o dă în grijă pe mica Aurora, unor zîne din ținut, pentru a avea grijă de ea 16 ani si o zi. Peste ani de zile, crescută de cele trei zâne Aurora, care între timp s-a împrietenit cu Maleficent, află de la aceasta de blestem, aceasta regretând că a blestemat-o. Aurora fuge la palatul tatălui său, unde blestemul se indeplinește, cu toate eforturile lui Maleficent de evita dezastrul. După încercarea nereușită a prințului de a o săruta, lui Maleficent care a încercat să rupă blestemul, îi pare rău de ce a facut, o sărută pe frunte și Aurora se trezește. Urmeza o luptă intre Maleficent si Stefan, dar Aurora o ajuta pe Malficent să-și recapete aripile înapoi, astfel Maleficent devenind din nou de neînvins, îl aruncă de pe castel pe Stefan care cade după ce se agață de ea, zdrobit, totul revenind la starea inițială după acest punct culminant.

## Distribuție
|  | Angelina Jolie   | ... | Maleficent     |
|  | Elle Fanning     | ... | Aurora         |
|  | Sharlto Copley   | ... | Stefan         |
|  | Lesley Manville  | ... | Flittle        |
|  | Imelda Staunton  | ... | Knotgrass      |
|  | Juno Temple      | ... | Thistletwit    |
|  | Sam Riley        | ... | Diaval         |
|  | Brenton Thwaites | ... | Prince Phillip |
|  | Kenneth Cranham  | ... | King Henry     |

## Coloana sonoră
Toate melodiile sunt compuse de James Newton Howard (piesele 1–22).
| Maleficent (Original Motion Picture Soundtrack) |                           |                           |                 |         |  |
| Nr.                                             | Titlu                     | Autor(i)                  | Interpret       | Lungime |  |
| 1.                                              | „Maleficent Suite”        |                           |                 | 6:38    |  |
| 2.                                              | „Welcome to the Moors”    |                           |                 | 1:05    |  |
| 3.                                              | „Maleficent Flies”        |                           |                 | 4:39    |  |
| 4.                                              | „Battle of the Moors”     |                           |                 | 4:58    |  |
| 5.                                              | „Three Peasant Women”     |                           |                 | 1:04    |  |
| 6.                                              | „Go Away”                 |                           |                 | 2:26    |  |
| 7.                                              | „Aurora and the Fawn”     |                           |                 | 2:28    |  |
| 8.                                              | „The Christening”         |                           |                 | 5:30    |  |
| 9.                                              | „Prince Philip”           |                           |                 | 2:29    |  |
| 10.                                             | „The Spindle's Power”     |                           |                 | 4:35    |  |
| 11.                                             | „You Could Live Here Now” |                           |                 | 2:26    |  |
| 12.                                             | „Path of Destruction”     |                           |                 | 1:47    |  |
| 13.                                             | „Aurora in Faerieland”    |                           |                 | 4:41    |  |
| 14.                                             | „The Wall Defends Itself” |                           |                 | 1:06    |  |
| 15.                                             | „The Curse Won't Reverse” |                           |                 | 1:21    |  |
| 16.                                             | „Are You Maleficent?”     |                           |                 | 2:10    |  |
| 17.                                             | „The Army Dances”         |                           |                 | 1:28    |  |
| 18.                                             | „Phillip's Kiss”          |                           |                 | 2:20    |  |
| 19.                                             | „The Iron Gauntlet”       |                           |                 | 1:35    |  |
| 20.                                             | „True Love's Kiss”        |                           |                 | 2:33    |  |
| 21.                                             | „Maleficent Is Captured”  |                           |                 | 7:42    |  |
| 22.                                             | „The Queen of Faerieland” |                           |                 | 3:25    |  |
| 23.                                             | „Once Upon a Dream”       | Jack Lawrence, Sammy Fain | Lana Del Rey    | 3:20    |  |
| Lungime totală:                                 | Lungime totală:           | Lungime totală:           | Lungime totală: | 1:11:46 |  |